# Schistidium strictum
Schistidium strictum là một loài Rêu trong họ Grimmiaceae. Loài này được (Turner) Loeske ex Martensson mô tả khoa học đầu tiên năm 1956.